# Kaiping (Tangshan)
Kaiping (开平区; Pinyin: Kāipíng Qū) ist ein chinesischer Stadtbezirk der bezirksfreien Stadt Tangshan im Nordosten der Provinz Hebei. Er hat eine Fläche von 242,3 Quadratkilometern und zählt 262.571 Einwohner (Stand: Zensus 2010).